# Rosenbergdenkmal (Langenhagen)

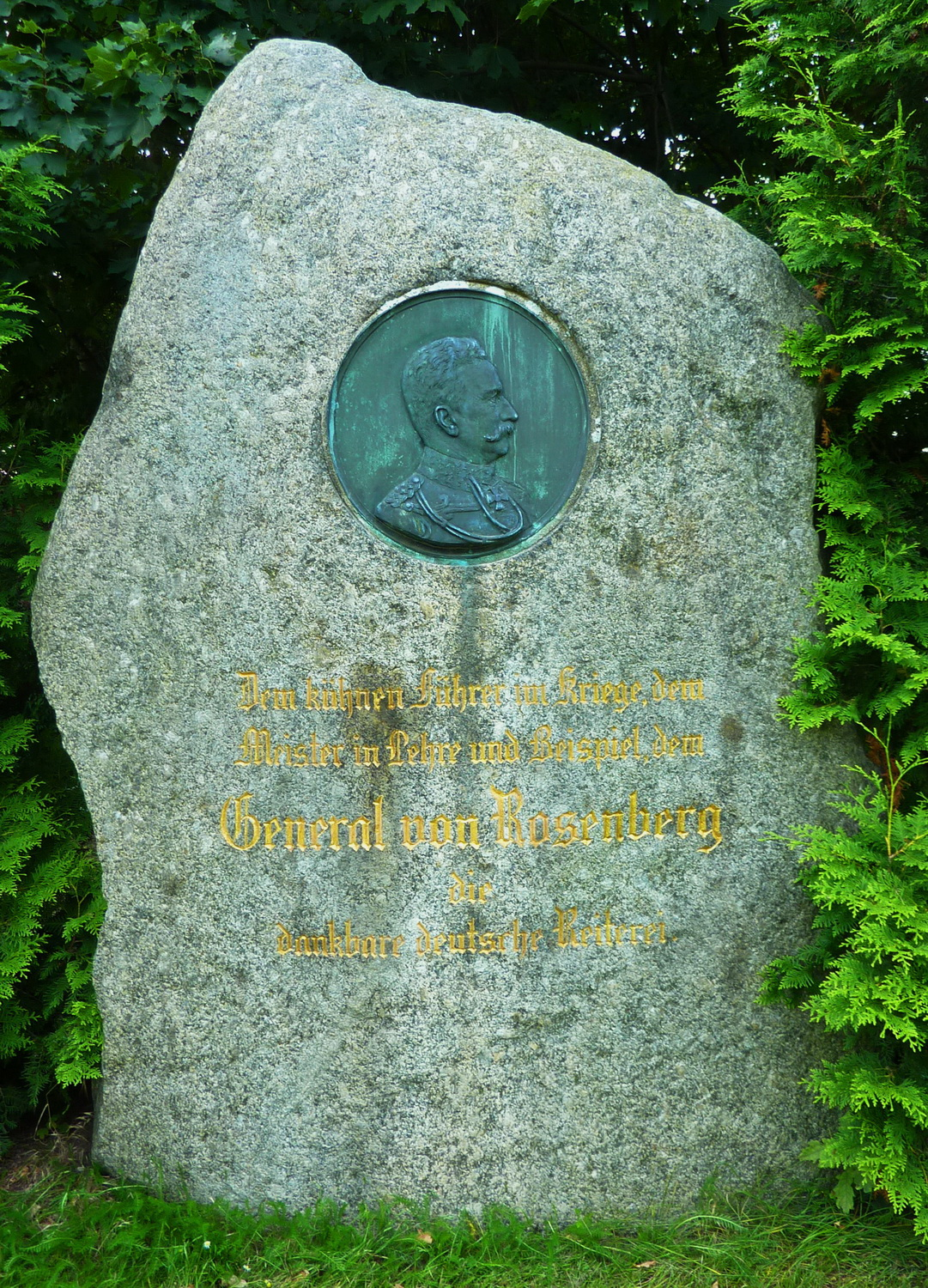
Das Denkmal für den Kavallerie-General Heinrich von Rosenberg auf dem Gelände der Pferderennbahn Neue Bult in Langenhagen

Das Rosenbergdenkmal in Langenhagen, auch General von Rosenberg-Denkmal genannt, ist dem Rittmeister Heinrich von Rosenberg gewidmet und findet sich heute auf dem Gelände der Pferderennbahn Neue Bult.

## Geschichte und Beschreibung

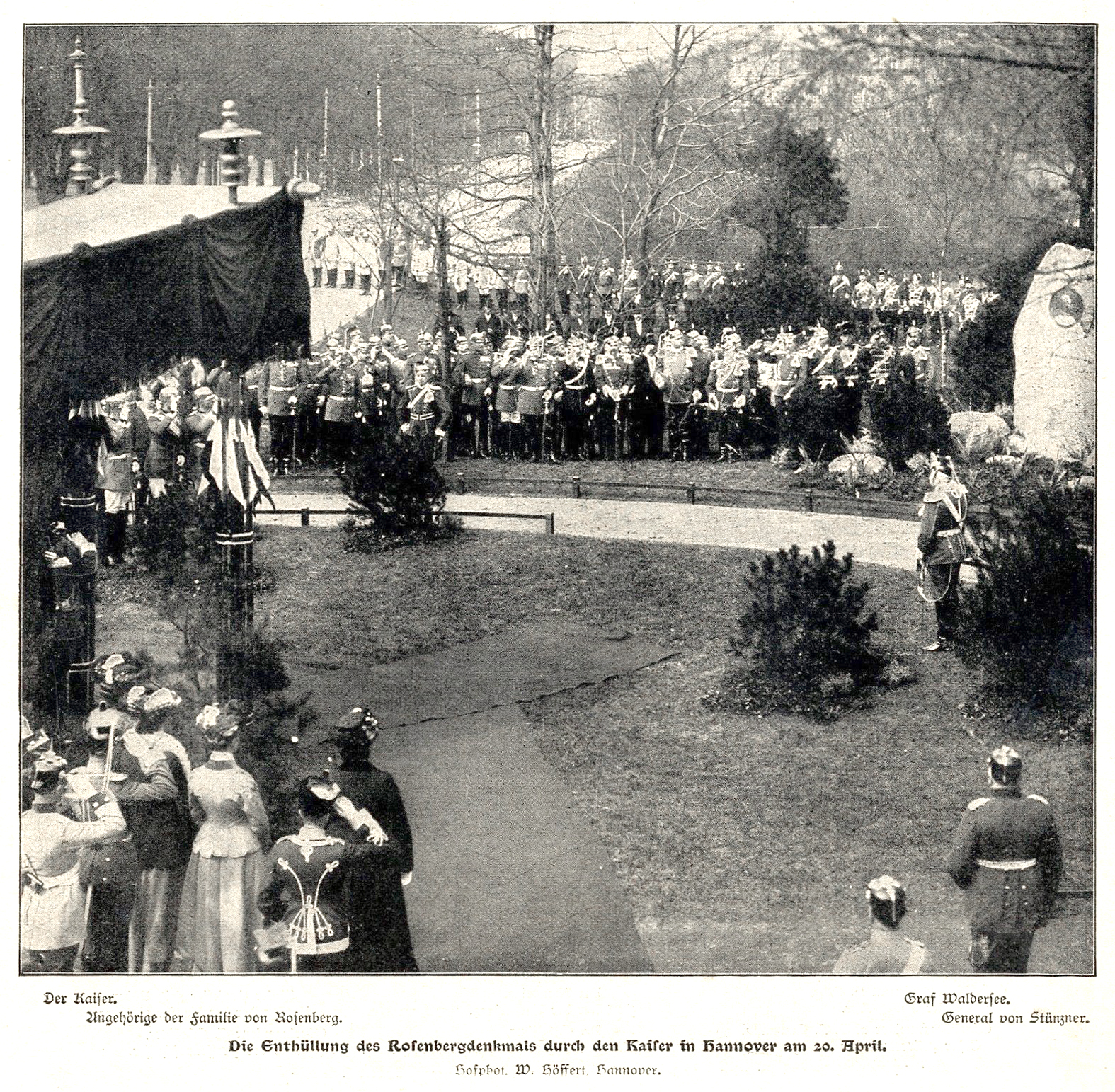
Am 20. April 1902 enthüllte Kaiser Wilhelm II. im Beisein der Familie des Gestorbenen sowie General Karl von Stünzner und Alfred Graf von Waldersee das Rosenberg-Denkmal im Welfengarten gegenüber der Herrenhäuser Allee
Zeitungsdruck nach einer Aufnahme von Hoffotograf Wilhelm Höffert

Nach dem Tod des erfolgreichen Amateur-Rennreiters und Generals der Kavallerie Heinrich von Rosenberg am 19. April 1900 in Rathenow bildete sich unter Führung des Grafen Alfred von Waldersee sehr zügig ein Komitee mit dem Ziel, die Kavallerie-Offiziere des Deutschen Heeres zu Spenden für ein Denkmal für von Rosenberg zu bewegen. Nachdem etwa zeitgleich in der Schorfheide ein großer Findling aus Granit gefunden wurde, konnte der aufgefundene Stein mit Hilfe der eingesammelten Gelder als Stele für das zu schaffende Erinnerungs-Monument dienen.
Das von dem Bildhauer Bruno Kruse aus Berlin schließlich geschaffene Denkmal mit einem Porträt-Medaillon von Rosenbergs wurde am 20. April 1902. im Welfengarten an der (heutigen) Wilhelm-Busch-Straße und seinerzeitigen Parkstraße
nahe dem Marstall beim Welfenschloss. durch Kaiser Wilhelm II. feierlich enthüllt. Zu den Geladenen zählten neben „seiner Majestät“ und Angehörigen der Familie des Verstorbenen der Graf Waldersee sowie beispielsweise General Karl von Stünzner sowie Stadtdirektor Heinrich Tramm. Die dabei enthüllte Inschrift lautet:

„Dem kühnen Führer im Kriege, dem

Meister in Lehre und Beispiel, dem

General von Rosenberg

die

dankbare deutsche Reiterei“

Das Rosenberg-Denkmal ist ein Beispiel für den Geschmackswandel an der Jahrhundertwende: Nachdem zuvor noch Obelisken die bevorzugte Wahl für Erinnerungs-Monumente darstellten, war der Stein aus der Schorfheide einer der ersten öffentlich aufgestellten Findlinge in der Denkmalskultur der Stadt Hannover.
Die Granitstele mit dem Porträtmedaillon Rosenbergs wurde später zur Galopprennbahn Neue Bult in Langenhagen transloziert.